# Paul de Musset
Paul Edmé de Musset, född 7 november 1804, död 17 maj 1880, var en fransk författare. Han var bror till Alfred de Musset.
Han gjorde sig främst känd som författare av lättare historiska arbeten och stilistiskt högstående romaner, bland annat Lui et elle (1860) som behandlar broderns förhållande till George Sand och utgör en protest mot hennes året innan utgivna Elle et lui.